# Gran Premi de Rússia del 2015
El Gran Premi de Rússia de Fórmula 1 de la temporada 2015 s'ha disputat al circuit urbà de Sotxi, del 9 a l'11 d'octubre del 2015.
Aquesta ha estat la segona cursa que s'hi disputarà dins d'un acord per disputar-la durant set anys, des de 2014 a 2020.

## Resultats de la qualificació
| Pos                  | No | Pilot             | Constructor          | Part 1      | Part 2   | Part 3   | Sortida |
| -------------------- | -- | ----------------- | -------------------- | ----------- | -------- | -------- | ------- |
| 1                    | 6  | Nico Rosberg      | Mercedes             | 1:38.343    | 1:37.500 | 1:37.113 | 1       |
| 2                    | 44 | Lewis Hamilton    | Mercedes             | 1:38.558    | 1:37.672 | 1:37.433 | 2       |
| 3                    | 77 | Valtteri Bottas   | Williams-Mercedes    | 1:38.448    | 1:38.194 | 1:37.912 | 3       |
| 4                    | 5  | Sebastian Vettel  | Ferrari              | 1:38.598    | 1:38.402 | 1:37.965 | 4       |
| 5                    | 7  | Kimi Räikkönen    | Ferrari              | 1:39.207    | 1:38.224 | 1:38.348 | 5       |
| 6                    | 27 | Nico Hülkenberg   | Force India-Mercedes | 1:39.250    | 1:38.727 | 1:38.659 | 6       |
| 7                    | 11 | Sergio Pérez      | Force India-Mercedes | 1:39.617    | 1:38.914 | 1:38.691 | 7       |
| 8                    | 8  | Romain Grosjean   | Lotus-Mercedes       | 1:39.056    | 1:38.754 | 1:38.787 | 8       |
| 9                    | 33 | Max Verstappen    | Toro Rosso-Renault   | 1:39.411    | 1:39.119 | 1:38.924 | 9       |
| 10                   | 3  | Daniel Ricciardo  | Red Bull-Renault     | 1:39.574    | 1:39.005 | 1:39.728 | 10      |
| 11                   | 26 | Daniïl Kviat      | Red Bull-Renault     | 1:39.580    | 1:39.214 |          | 11      |
| 12                   | 12 | Felipe Nasr       | Sauber-Ferrari       | 1:40.042    | 1:39.323 |          | 12      |
| 13                   | 22 | Jenson Button     | McLaren-Honda        | 1:39.739    | 1:39.763 |          | 13      |
| 14                   | 13 | Pastor Maldonado  | Lotus-Mercedes       | 1:39.724    | 1:39.811 |          | 14      |
| 15                   | 19 | Felipe Massa      | Williams-Mercedes    | 1:38.926    | 1:39.895 |          | 15      |
| 16                   | 14 | Fernando Alonso   | McLaren-Honda        | 1:40.144    |          |          | 191     |
| 17                   | 9  | Marcus Ericsson   | Sauber-Ferrari       | 1:40.660    |          |          | 16      |
| 18                   | 28 | Will Stevens      | Marussia-Ferrari     | 1:43.693    |          |          | 17      |
| 19                   | 98 | Roberto Merhi     | Marussia-Ferrari     | 1:43.804    |          |          | 182     |
| 107% Temps: 1:45.227 |    |                   |                      |             |          |          |         |
| NC                   | 55 | Carlos Sainz, Jr. | Toro Rosso-Renault   | Sense temps |          |          | 203     |
| Font:                |    |                   |                      |             |          |          |         |

Notes
^1  – Fernando Alonso ha rebut un total de 35 llocs de penalització a la graella de sortida per les modificacions fetes al motor.

^2  – Roberto Merhi ha rebut un total de 20 llocs de penalització a la graella de sortida per les modificacions fetes al motor.

^3  – Carlos Sainz, Jr. no va prendre part de les qualificacions per un accident als lliures però va rebre el permís dels comissaris per poder disputar la cursa.

## Resultats de la Cursa
| Pos   | No | Pilot             | Constructor          | Voltes | Temps / Retirada | Pos.Sortida | Punts |
| ----- | -- | ----------------- | -------------------- | ------ | ---------------- | ----------- | ----- |
| 1     | 44 | Lewis Hamilton    | Mercedes             | 53     | 1h 37' 11 024    | 2           | 25    |
| 2     | 5  | Sebastian Vettel  | Ferrari              | 53     | + 5.953 s        | 4           | 18    |
| 3     | 11 | Sergio Pérez      | Force India-Mercedes | 53     | + 28.918 s       | 7           | 15    |
| 4     | 19 | Felipe Massa      | Williams-Mercedes    | 53     | + 38.831 s       | 15          | 12    |
| 5     | 26 | Daniïl Kviat      | Red Bull-Renault     | 53     | + 47.566 s       | 11          | 10    |
| 6     | 12 | Felipe Nasr       | Sauber-Ferrari       | 53     | + 56.508 s       | 12          | 8     |
| 7     | 13 | Pastor Maldonado  | Lotus-Mercedes       | 53     | + 1:01.088 min.  | 14          | 6     |
| 81    | 7  | Kimi Räikkönen    | Ferrari              | 53     | + 1:12.358 min.  | 5           | 4     |
| 9     | 22 | Jenson Button     | McLaren-Honda        | 53     | + 1:19.467 min.  | 13          | 2     |
| 10    | 33 | Max Verstappen    | Toro Rosso-Renault   | 53     | + 1:28.424 min.  | 9           | 1     |
| 112   | 14 | Fernando Alonso   | McLaren-Honda        | 53     | + 1:31.210 min.  | 19          |       |
| 123   | 77 | Valtteri Bottas   | Williams-Mercedes    | 52     | Col·lisió        | 3           |       |
| 13    | 98 | Roberto Merhi     | Marussia-Ferrari     | 52     | + 1 Volta        | 18          |       |
| 14    | 28 | Will Stevens      | Marussia-Ferrari     | 51     | + 2 Voltes       | 17          |       |
| 153   | 3  | Daniel Ricciardo  | Red Bull-Renault     | 47     | Suspensions      | 10          |       |
| Ret   | 55 | Carlos Sainz, Jr. | Toro Rosso-Renault   | 45     | Frens            | 20          |       |
| Ret   | 8  | Romain Grosjean   | Lotus-Mercedes       | 11     | Accident         | 8           |       |
| Ret   | 6  | Nico Rosberg      | Mercedes             | 7      | Embragatge       | 1           |       |
| Ret   | 27 | Nico Hülkenberg   | Force India-Mercedes | 0      | Col·lisió        | 6           |       |
| Ret   | 9  | Marcus Ericsson   | Sauber-Ferrari       | 0      | Col·lisió        | 16          |       |
| Font: |    |                   |                      |        |                  |             |       |

Notes
- ^1  – Kimi Räikkönen va acabar 5è però va rebre una penalització de 30 segons després de la cursa per la seva col·lisió amb Valtteri Bottas.
- ^2  – Fernando Alonso va acabar 10è però va rebre una penalització de 5 segons després de la cursa per superar la velocitat permesa al pit.
- ^3  – Valtteri Bottas i Daniel Ricciardo es consideren com a classificats en haver disputat el 90% de la distància de la cursa.